# Långsjön (Grundsunda socken, Ångermanland, 703491-167040)
Långsjön är en sjö i Örnsköldsviks kommun i Ångermanland och ingår i Lögdeälven-Husåns kustområde. Sjön har en area på 0,187 kvadratkilometer och ligger 15,2 meter över havet.

## Delavrinningsområde
Långsjön ingår i det delavrinningsområde (703570-167050) som SMHI kallar för Utloppet av Långsjön. Medelhöjden är 30 meter över havet och ytan är 1,05 kvadratkilometer. Det finns ett avrinningsområde uppströms, och räknas det in blir den ackumulerade arean 24 kvadratkilometer. Avrinningsområdets utflöde Fanbybäcken mynnar i havet. Avrinningsområdet består mestadels av skog (71 procent). Avrinningsområdet har 0,16 kvadratkilometer vattenytor vilket ger det en sjöprocent på 15,3 procent.